# Almudena Grandes Hernández
Almudena Grandes Hernández (Madrid, 7 de maig de 1960 - Madrid, 27 de novembre de 2021) va ser una escriptora espanyola en llengua castellana i columnista habitual del diari El País. Va guanyar el Premi Nacional de narrativa de les Lletres Espanyoles el 2018 i el Premi Jean Monnet de Literatura Europea el 2020 per la novel·la Los pacientes del doctor García (2017).' La major part de la seua obra tracta d'aprofundir en la història recent d'Espanya per a recuperar les petjades d'un passat ocult durant la dictadura de Francisco Franco i explicar les claus de la societat espanyola de finals del segle XX i primeres dècades del segle xxi. Autora amb gran vinculació cinematogràfica, sis de les seues obres van ser portades al cinema, i va ser patrona d'honor de la Fundació Acadèmica de Cinema.

## Biografia
Des de xicoteta va voler ser escriptora però, per voluntat de la seua mare, qui desitjava que es dedicara a una «carrera de xiques», va ingressar en la Facultat de Geografia i Història de la Universitat Complutense de Madrid, encara que segons va confessar ella mateixa haguera preferit estudiar llatí. Després de titular-se, va començar a treballar escrivint textos per a enciclopèdies. També va fer algun paper en el cinema (1982: A contratiempo, d'Óscar Ladoire).
Sent filla i neta de «escriptors de poesia aficionats», va afirmar que mai s'ha dedicat a un altre gènere que no fora el narratiu, gènere pel qual sentia «una gran passió i alhora una gran frustració». La primera novel·la que va publicar va ser Las edades de Lulú (1989), obra eròtica que va guanyar el XI Premi La Sonrisa Vertical i va ser portada al cinema conjuntament amb Bigas Luna l'any següent, pel qual tots dos van ser nominats als premis Goya de 1991 en la categoria de millor guió adaptat. La novel·la va tenir un gran èxit i ha estat traduïda a més de 19 idiomes. El desmesurat èxit de la seua primera novel·la, segons declaracions de l'autora: «li va regalar la vida que ella volia viure i mai podrà saldar aqueix deute».
La seva següent novel·la, Te llamaré viernes (1991), ja apartada del gènere eròtic, no va tindre gran repercussió. Sí que la va tindre, en canvi, Malena es un nombre de tango (1994), que va ser portada al cinema per Gerardo Herrero el 1996. Aquest mateix any es va publicar una recopilació de relats titulat Modelos de mujer, alguns ja coneguts anteriorment per haver aparegut en alguna de les seves freqüents col·laboracions en la premsa. Un dels relats, El vocabulario de los balcones, inspirat en un poema del seu marit Luis García Montero, va servir de base per a la pel·lícula Aunque tú no lo sepas, que Juan Vicente Córdoba va dirigir l'any 2000.
A l'octubre de 1997, va rebre a Itàlia el Premi Rosone d'Or de literatura pel conjunt de la seua obra. Va ser la primera vegada que es va entregar a un autor espanyol i la primera vegada a una dona.
Atlas de geografia humana (1998), Los aires difíciles (2002) i Castillos de cartón (2004) continuen l'obra novel·lística de l'autora. Com les seves obres anteriors, totes transcorren en l'Espanya de l'últim quart del segle XX o principis del XXI, mostrant amb tècniques realistes i introspecció psicològica la vida quotidiana de personatges d'aquesta època.
El 2003, es van publicar una sèrie d'articles que havien aparegut en El País sota el títol de Mercado de Barceló i el 2005 va continuar la seva obra breu amb Estaciones de paso, un nou llibre de relats en el qual es recullen cinc històries curtes sobre el plantejament que diversos adolescents realitzen davant diferents situacions, que no són capaces d'entendre ni comprendre, però que, cxom que és la seva vida, han de viure.
La pel·lícula Los aires difíciles, basada en la seva novel·la homònima, es va estrenar el 2006; dirigida per Gerardo Herrero, va ser protagonitzada per José Luis García Pérez, Cuca Escribano i Roberto Enríquez.
El 2007 va publicar El corazón helado, extens i complex relat en el qual es plasma la vida de dues famílies espanyoles al llarg de gran part del segle xx. Aquesta novel·la va guanyar a l'any següent dos importants premis: el José Manuel Lara i el del Gremi de Llibreters de Madrid.
El 23 de març de 2007 es va estrenar la pel·lícula Atlas de geografia humana, basada en la seva novel·la. Protagonitzada per Cuca Escribano, Montse Germán, María Bouzas i Rosa Vilas, va ser dirigida per Azucena Rodríguez, amiga de l'escriptora. En 2012, la novel·la va ser adaptada al teatre pel dramaturg Luis García-Araus i representada en el teatre María Guerrero de Madrid amb direcció de Juanfra Rodríguez i un elenc integrat per Arantxa Aranguren, Nieve de Medina, Ana Otero i Rosa Savoini.
Durant el procés d'escriptura de El corazón helado va anar reunint documentació sobre la lluita clandestina de la resistència antifranquista en la postguerra, sobretot a través dels testimoniatges dels seus protagonistes, per a relatar episodis silenciats pels mitjans oficials i ignorats per la historiografia. Amb això va anar armant un cicle de sis novel·les que va denominar Episodios de una guerra interminable, en record de Los episodios nacionales del seu admirat Pérez Galdós. Abasten el període comprés entre 1939 i 1964, any dels XXV Anys de Pau proclamats pel règim, i alternen la ficció i la no ficció amb personatges que apareixen en diversos episodis però amb diferent nivell de protagonisme. Així mateix, l'autora projecta els fets narrats i les seues consseqüències fins a 1977-78 en uns epílegs redactats amb veu pròpia. Inés y la alegría (2010), -amb la qual es va iniciar la sèrie Episodios de una guerra interminable, que va obtenir a Mèxic el Premi Elena Poniatowska, va ser qualificada de «portentosa obra narrativa que, muntada en la tradició galdosiana escrita contra vent i marea, contra la tendència general en el nostre temps, de caminar amb presses, tant del costat de qui la construeix com de qui la llig». Li segueixen El lector de Julio Verne (2012), Las tres bodas de Manolita (2014), Los pacientes del doctor García (2017), pel qual va aconseguir el Premi Nacional de Narrativa en 2018, i La madre de Frankenstein (2020). L'última, sense publicar en el moment de la seua defunció, es titula Mariano en el Bidasoa.
El 2019, Tusquets, la seua editorial de sempre, va publicar La ferida perpètua, una recopilació de part de les columnes que va escriure en El País des que va iniciar la seua col·laboració amb aquest periòdic en 2008.
Va morir a Madrid el 27 de novembre de 2021, als seixanta-un anys, a causa d'un càncer de còlon, i va rebre sepultura al Cementeri Civil de Madrid.

## Línia ideològica de l'autora
Va ser columnista habitual del diari El País i tertuliana dels programes de la Cadena SER. Es va significar sempre per les seves posicions polítiques d'esquerra, havent mostrat el seu suport públic a Esquerra Unida, així com a altres moviments socials. De cara a les eleccions generals de 2011, va manifestar el seu suport a la candidatura d'Esquerra Unida. En les eleccions generals de 2015, no obstant això, va assegurar que no s'havia "decantat per cap partit", ja que, segons el seu punt de vista, "cap d'ells en aquests moments la representa ideològicament". En una entrevista concedida a l'abril de 2010, quan li van preguntar des de quan "tenia el cor inclinat cap a l'esquerra", va respondre que, "com tantes altres qüestions ideològices vitals dins de les quals s'assentisca el seu pensament, es va fer d'esquerres llegint".
L'autora també va assenyalar que Espanya, al llarg de la primera dècada de l'últim segle, s'ha convertit en un país de "carrinclons i rucs". Una societat, en la seua opinió, molt desagradable i insensible, plena de gent indiferent al sofriment dels altres sumida en el miratge de consumisme i materialisme. En la seua obra més recent, Los besos en el pan (2015), novel·la centrada en la temàtica de la crisi espanyola de 2008 (que va sacsejar a les classes socials mitjanes i baixes), va reivindicar la idea de: "tomar a viure amb dignitat, com els nostres avis". Aquesta idea és de summa importancia per a la novel·la, ja que en ella apareix reflectida en forma de diàlegs entre avis i nets, la "necessitat de recuperar la humilitat per a assumir la pobresa (que sempre s'ha trobat present a Espanya) com una qüestió contra la qual lluitar, sense que arribe a ser una lluita que excloga l'alegria i la il·lusio".
Quant al tema de la postguerra i la transició espanyola, assumptes entorn dels quals gira tota l'obra de l'autora, Grandes afirma que la cultura oficial que ha adquirit major difusió (respecte a la guerra civil i a la postguerra espanyoles) té molt a veure amb la versió silenciosa i evasiva que va mantindre la generació de "els avis", versió de la qual s'han alimentat les generacions posteriors, segons opina l'autora, "incapaces de comprendre íntegrament la història contemporània espanyola a causa d'aquest silenci generacional". Segons declaracions de l'autora, el franquisme va ser una dictadura prototípica a causa de la seua precisa aplicació progressiva del terror; se sembrava tota aqueixa repressió des del govern perquè ningú es moguera ni volguera canviar les coses. La transició espanyola va ser exhibida com a modèlica en països de tot el món, especialment en els d'Amèrica Llatina. En la seua opinió, des del punt de vista institucional, la transició va tindre un èxit sense precedents: introduint una democràcia inèdita i exemplar; sòlida i real. No obstant això, partint des d'un punt de vista moral, l'autora opina que la transició, encara trenta anys després de la seua implantació, ha resultat un fracàs en tant a ideologia per a la generació successiva: "no reconeixent les regles del joc establides en el anys 70". Malgrat això, Grandes va coincidir que: «Aqueixa generació (la de la transició) va fer honestament el que creia que havia de fen».
En una entrevista publicada a l'abril de 2010, l'autora va afirmar que la literatura és "vida per a la gent que està viva, et permet viure, a més de la teua pròpia vida, moltes altres vides". En la seua opinió, la literatura "dona ales i eleva als lectors sobre la realitat", per això, diu haver aprés moltes coses en la vida, però encara més, en els Ilibres que ha llegit. A més, l'autora també remarcava que la instintiva necessitat d'escoltar sobre altres històries i saber d'altres vides és la força que ens espenta com a éssers humans a llegir. Al seu torn, l'autora afirmava en la mateixa entrevista que el llenquatge es tracta de l'expressió del pensament, ja que només existeix allò que podem dir: "Si perdem paraules que nomenen coses estarem perdent també aqueixes coses; la gent no arriba a comprendre fins a quin punt el llenguatge pobre empobreix el pensament, les experiències i els plaers de la vida". Respecte a la passió que desperten la seua literatura i el seus lectors, Grandes també va afegir en l'entrevista de 2010: «Els meus lectors són la meua llibertat, mentre ells siguen ací, continuaré escrivint els llibres que crec que he d'escriure en lloc dels libres que uns altres creuen que he d'escriure. No obstant això, quan escric, escric per a emocionar-me a mi; per a convéncer a la lectora que jo soc (la més critica de totes); per a emocionar-los a ells; per a retornar-los, d'alguna manera, tot el que ells m'han donat a mi, perquè són la meua pell per a tota la vida».

## Influències en la seua obra
Va destacar Almudena Grandes la influència que van tindre, especialment durant la seua adolescència, i que van marcar la seua obra, autors com Benito Pérez Galdós i Ana María Matute en particular la seua obra El fills morts que va llegir amb 20 anys i va despertar la seua vocació literària, Daniel Defoe, especialment el seu Robinson Crusoe- i Homero amb la seua Odisea. Aquestes obres van marcar la inclinació que va sentir l'autora per personatges de l'arquetip de supervivent, no necessàriament nàufrags, sinó persones que sobreviuen arreglant-li-les d'una manera o un altre, enfront del herois, antiherois, etc. Així mateix, com en molts altres escriptors espanyols, és de notar el gran influx de Cervantes, que van fer que Grandes tendira a construir històries complexes, amb xicotetes històries dins d'altres més extenses.
Però no sols han sigut escriptors els que han marcat l'obra d'Almudena Grandes, sinó també cineastes com Buñuel: «És difícil de detectar, però (...) el final dels aires difícils està influenciat pel final de Viridiana».

## Activitat pública
Almudena Grandes va ser columnista habitual del diari El País i contertuliana en el programes de la Cadena SER. S'ha distingit per les seues posicions polítiques d'esquerra, havent mostrat el seu suport públic a Esquerra Unida. Així, a l'abril de 2007, va ser una dels signants del manifest «Per la convivència, enfront de la crispació», en el qual un grup d'intel·lectuals considerava inacceptable fer del terrorisme "l'eix de l'oposició" i denunciava l'increment d'un mal ambient polític i social "sobre la base d'exageracions i manipulacions". Durant la manifestació convocada després de l'atemptat d'ETA en la T-4 de l'aeroport de Barajas, va llegir la declaració «Per la pau, la vida, la llibertat i contra el terrorisme». Aquella tragèdia, en la qual van morir dues persones, va constituir la ruptura de la treva que mantenia l'organització terrorista en el context de les negociacions mantingudes entre el govern de José Luís Rodríguez Zapatero i la banda.
Estretament lligada a la ciutat de Madrid, a la qual va reivindicar en totes les seues obres i a la qual la uneix la seua història personal i familiar, al maig de 2018 va ser pregonera de les festes de San Isidro.

## Polèmiques
Al març de 2007, en la presentació del llibre El corazón helado, unes declaracions de l'escriptora van causar gran polèmica: quan se li va preguntar si caldria afusellar alguna cosa, l'escriptora va respondre que afusellaria a dues o tres veus que «la sacan de quicio», segons algunes fonts en to de broma. Pío Moa va criticar aquesta afirmació burlant-se de l'autora en el periòdic Libertad Digital. En la mateixa presentació, Almudena Grandes va criticar també al Partit Popular, afirmant que «estem en un país en el qual la dreta espanyola recorda més a la de la II República que a la del franquisme», on es torna a reclamar el dret a governar «per gràcia divina» o «no ha sabut reaccionar com un partit polític derrotat, sinó com un terratinent expropiat o algú a qui li roben la bossa».
El novembre de 2008 va escriure un article en El País en el qual ridiculitza una frase de la mare Maravillas. El paràgraf en qüestió diu textualment: «Un tribunal ha constatat la mort de Franco. Quin riure, diuen alguns. Jo preferisc riure'm d'altres coses. "Deixa't manar. Deixa't subjectar i menysprear. I seràs perfecta". Sembla un contracte sadomasoquista, però és un consell de la mare Maravillas. Imaginen el gaudi que sentiria en caure en mans d'una patrulla de milicians joves, armats i -mmml- suosos? En 1974, en morir en el seu llit, recordaria amb plaer inefable aquell intens menyspreu, font de la suprema perfecció. Que la desbeatifiquen, per favor. A canvi, poden beatificar a Bono, perquè la xicoteta vanitat del seu implant capil·lar és pecat venial enfront de tan gran perversió». Aquesta ironització entorn de les violacions patides per monges a les mans dels milicians durant la guerra civil espanyola va ser rebutjada i criticada per l'autor Antonio Muñoz Molina així com per periodistes i columnistes en nombrosos mitjans de premsa.

## Obra

### Novel·les
- Las edades de Lulú (1989, Tusquets)
- Te llamaré Viernes (1991, Tusquets)
- Malena es un nombre de tango (1994, Tusquets)
- Atlas de geografía humana (1998, Tusquets)
- Los aires difíciles (2002, Tusquets)
- Castillos de cartón (2004, Tusquets)
- El corazón helado (2007, Tusquets)
- Los besos en el pan (2015, Tusquets)
- Todo va a mejorar (2022)

### Episodios de una guerra interminable
- Inés y la alegría (2010, Tusquets)
- El lector de Julio Verne (2012, Tusquets)
- Las tres bodas de Manolita (2014, Tusquets)
- Los pacientes del doctor García (2017, Tusquets)
- La madre de Frankenstein (2020, Tusquets)
- Mariano en el Bidasoa (inconclosa)

### Llibres de relats
- Modelos de mujer (1996, Tusquets)
- Estaciones de paso (2005, Tusquets)

### Artícles
- Mercado de Barceló (1996)
- La herida perpetua (2005)

### Col·laboracions
- La buena hija. Cuento en Madres e hijas de Laura Freixas.
- Especies en protección. Cuento en Érase una vez la paz.

### Literatura infantil
- ¡Adiós, Martínez! (2014)

### Adaptacions cinematogràfiques
- Las edades de Lulú (de Bigas Luna, 1990)
- Malena es un nombre de tango (de Gerardo Herrero, 1995)
- Aunque tú no lo sepas (de Juan Vicente Córdoba, 2000). Adaptación del relato "El vocabulario de los balcones", de su obra Modelos de mujer.
- Geografía del deseo (adaptación de Atlas de geografía humana; miniserie chilena de Boris Quercia e ideada por María Izquierdo Huneeus, 2004)
- Los aires difíciles (de Gerardo Herrero, 2006)
- Atlas de geografía humana (de Azucena Rodríguez,2007)
- Castillos de cartón (de Salvador García Ruiz, 2009)

## Premis
- Premi El Somriure Vertical 1989 per Las edades de Lulú.
- Premi Rosone d'Or de literatura, 1997 (Itàlia).
- Premi a la Coherència 2002 (atorgat anualment per l'Assemblea Local d'Esquerra Unida) de Guardo (Palència).
- Premi Julián Besteiro de les Arts i de les Lletres 2002 pel conjunt de la seua obra.
- Premi Cálamo al Millor Libre de l'Any 2002 per Los aires difíciles.
- Premi Cresol 2003 per Los aires difíciles.
- Premi Fundació José Manuel Lara 2008 per El corazón helado.
- Premi del Gremi de Llibreters de Madrid 2008 per El corazón helado.
- Premi de la Crítica de Madrid 2011 per Inés y la alegría.
- Premi Iberoamericà de Novel·la Elena Poniatowska 2011 per Inés y la alegría.
- Premi Sor Juana Inés de la Creu 2011 per Inés y la alegría.
- Premi Internacional d'Advocats d'Atocha, 2017.
- Premi Liber 2018 a l'autor hispanoamericà més destacat, atorgat per la Federació del Gremi d'editors.
- Premi Nacional de Narrativa (2018), convocat pel Ministeri de Cultura, per Los pacientes del doctor García.
- Premi de Periodisme Internacional 2020 del Club Internacional de Premsa, per la seua repercussió en la defensa dels valors humans, la seua obra literària i la seua presència en mitjans.
- Premi Jean Monnet de Literatura Europea 2020 per Los pacientes del Doctor García.
- Medalla d'Or al Mèrit en les Belles arts, a títol pòstum.
- El 7 de desembre de 2021 el Gremi de les Llibreries de Madrid va crear un premi en homenatge a Almudena Grandes, un guardó amb el nom de l'escriptora que reconeixerà la «primera novel·la d'una autora o autor novell».
- Al desembre de 2021 l'Associació Pro Drets Humans d'Espanya (APDHE) li va atorgar el Premi Extraordinari en reconeixement del seu treball per la recuperació de la memòria democràtica que va plasmar en moltes de les seues obres.

## Reconeixements
- La bilbioteca municipal de Mejorada del Campo, porta el seu nom.
- La biblioteca municipal de Azuqueca d'Henares, inaugurada a l'octubre de 2006, porta el seu nom.
- El Centre d'Educació Infantil i Primaria (CEIP) del barri de les Morillas de Màlaga, porta el seu nom.
- En 2020 ha sigut nomenada Doctora Honoris Causa per la UNED (Universitat Nacional d'Educació a Distància). En l'acte d'investidura el seu padrí Julio Neira celebrava la narrativa d'Almudena Grandes, "posada al servei d'històries de gran interés actual, bé per la immediatesa dels successos, bé pel seu rerefons històric".
- El 30 de novembre de 2021 l'Ajuntament de Madrid aprovava, en un ple ordinari, dedicar-li un carrer en la capital.
- L'1 de desembre de 2021 el Govern de La Rioja va acordar que la biblioteca central de la comunitat es passe a dir "Biblioteca de La Rioja Almudena Grandes" com a «homenatge per la seua producció literària i pel seu compromís amb les persones que no tenen veu i amb la memòria democràtica del nostre país».
- Al febrer de 2022 l'ajuntament de Granada va homenatjar l'escriptora posant el seu nom a una biblioteca.
- El 22 de febrer de 2022, el ple de l'ajuntament de Madrid va decidir nomenar-la filla predilecta de Madrid a títol pòstum, amb l'abstenció de Vox per la seua postura sobre la Guerra Civil i després que l'alcalde de la ciutat, José Luis Martínez-Almeida, haguera declarat a penes tres dies després de la seua mort que no mereixia aquest reconeixerent. El president del ple de l'Ajuntament de Madrid, Borja Fanjul, va entregar la medalla de Filla Predilecta al seu vidu, Luis García Montero, en un acte homenatge en el teatre Espanyol de Madrid al juny del mateix any, davant l'absència de l'alcalde José Luis Martínez-Almeida i la vicealcaldessa Begoña Villacís.
- El 3 de març de 2022 la ministra de Transports, Mobilitat i Agenda Urbana va informar que l'Estació de Porta d'Atocha de Madrid passaria a dir-se Porta d'Atocha-Almudena Grandes i va ser publicat en el Butlletí Oficial de l'Estat, BOE el 19 de novembre de 2022.
- Al maig de 2022 Correus (Espanya) va emetre un segell postal en homenatge a Almudena Grandes, dins de la col·lecció #8MTodoElAño.
- Des del mes de juny de 2022 la Biblioteca Central de Móstoles porta el nom d'Almudena Grandes.
- En 2022 ha sigut nomenada Doctora Honoris causa a títol pòstum per la Universitat de Cadis.
- En 2022 l'Ajuntament de Sevilla va crear el premi de novel·la que porta el seu nom, Premi de Novel·la Almudena Grandes.
- En 2022 el Premis InfoLibre van establir una nova categoria que porta el seu nom, el Premi especial Almudena Grandes a la defensa del dret a la informació.